# Flor d'hivern
Flor d'hivern és el nom d'una varietat de pera europea Pyrus communis. Es tracta d'una varietat tradicional originària de Ponent que va tenir la seva millor època de conreu comercial abans de la dècada de 1960.
La flor d'hivern es una varietat de pera tardana que es cull normalment entre finals del mes de setembre i principis d'octubre, i com més tard es realitza la seua recol·lecció, més qualitat té el fruit. Es caracteritza per la seua mida, la forma aplatada, la seua coloració verd groguenca, de pell gruixuda amb una polpa blanca i sucosa i de sabor dolç.